# Liste der Baudenkmäler in Ermershausen
Auf dieser Seite sind die Baudenkmäler in der unterfränkischen Gemeinde Ermershausen zusammengestellt. Diese Tabelle ist eine Teilliste der Liste der Baudenkmäler in Bayern. Grundlage ist die Bayerische Denkmalliste, die auf Basis des Bayerischen Denkmalschutzgesetzes vom 1. Oktober 1973 erstmals erstellt wurde und seither durch das Bayerische Landesamt für Denkmalpflege geführt wird. Die folgenden Angaben ersetzen nicht die rechtsverbindliche Auskunft der Denkmalschutzbehörde.
 Diese Liste gibt den Fortschreibungsstand vom 15. April 2020 wieder und enthält fünf Baudenkmäler.

## Baudenkmäler nach Ortsteil

### Ermershausen
| Lage                                                                             | Objekt                              | Beschreibung | Akten-Nr.             | Bild           |
| -------------------------------------------------------------------------------- | ----------------------------------- | --- | --------------------- | -------------- |
| Doktorgasse 7 (Standort)                                                         | Wohnhaus                            | Eingeschossiger und traufständiger Mansardhalbwalmdachbau, Fachwerk, Verschieferung mit Weißmalerei, bezeichnet mit „1818“.                 | D-6-74-223-1 Wikidata | weitere Bilder |
| Hauptstraße 19 (Standort)                                                        | Wohnhaus                            | Eingeschossiger und giebelständiger Halbwalmdachbau und Zwerchhaus mit Satteldach, Fachwerk, um 1800.                                       | D-6-74-223-3 Wikidata | weitere Bilder |
| Hauptstraße 38 (Standort)                                                        | Ehemalige Schlossmeierei            | Eingeschossiger und traufständiger Mansardhalbwalmdachbau, mit Fachwerkgiebel, bezeichnet mit „1823“                                        | D-6-74-223-4 Wikidata | weitere Bilder |
| Hauptstraße 40 (Standort)                                                        | Wohnhaus                            | Zweigeschossiger Walmdachbau mit Fachwerkobergeschoss, Sandsteinquader, bezeichnet mit „1831“                                               | D-6-74-223-4 Wikidata | BW             |
| Hauptstraße 42 (Standort)                                                        | Nebengebäude und Remise             | Eingeschossiger und traufständiger Satteldachbau, Sandsteinquader, bezeichnet mit „1859“                                                    | D-6-74-223-4 Wikidata | BW             |
| Hauptstraße 38, 40 (Standort)                                                    | Hoftoranlage                        | | D-6-74-223-4 Wikidata | BW             |
| Kirchberg 1 (Standort)                                                           | Evangelisch-lutherische Pfarrkirche | Saalbau mit Walmdach und Chorturm mit Zwiebelhaube und Laterne, 1774/75, Turm im Untergeschoss vielleicht mittelalterlich; mit Ausstattung. | D-6-74-223-2 Wikidata | weitere Bilder |
| Kleiner Rehberg, auf Anhöhe etwa einen Kilometer südöstlich des Ortes (Standort) | Jüdischer Friedhof                  | 1832 angelegt (bis 1940), von Steinmauer umgeben, 226 Grabsteine, zahlreiche historistisch, erstes Viertel 20. Jahrhundert.                 | D-6-74-223-6 Wikidata | weitere Bilder |